# Melanie Griffith
Melanie Griffith (sinh 9 tháng 8 năm 1957) là một diễn viên Mỹ. Bà đoạt giải Quả cầu vàng về Nữ diễn viên chính xuất sắc nhất loại phim hài năm 1988 với phim Working Girl.

## Danh mục phim
| Năm  | Tên phim                            | Vai diễn                | Ghi chú |
| ---- | ----------------------------------- | ----------------------- | --- |
| 1969 | Smith!                              | Extra                   | Uncredited |
| 1973 | The Harrad Experiment               | Extra                   | Uncredited |
| 1975 | Night Moves                         | Delly Grastner          | |
| 1975 | The Drowning Pool                   | Schuyler Devereaux      | |
| 1975 | Smile                               | Karen Love              | |
| 1976 | Once an Eagle                       | Jinny Massengale        | Phim truyền hình bộ ít tập |
| 1977 | The Garden                          | Young Girl              | |
| 1977 | One on One                          | The Hitchhiker          | |
| 1977 | Joyride                             | Susie                   | |
| 1978 | Daddy, I Don't Like it Like This    | Girl in Hotel           | Phim truyền hình |
| 1978 | Steel Cowboy                        | Johnnie                 | Phim truyền hình |
| 1981 | Roar                                | Melanie                 | |
| 1981 | Underground Aces                    | Lucy                    | |
| 1981 | The Star Maker                      | Dawn Barnett Youngblood | Phim truyền hình |
| 1981 | She's in the Army Now               | Pvt. Sylvie Knoll       | Phim truyền hình |
| 1981 | Golden Gate                         | Karen                   | Phim truyền hình |
| 1984 | Body Double                         | Holly Body              | National Society of Film Critics Award for Best Supporting Actress Đề cử — Golden Globe Award for Best Supporting Actress – Motion Picture Đề cử — New York Film Critics Circle Award for Best Supporting Actress (2nd place)                                                                          |
| 1985 | Fear City                           | Loretta                 | |
| 1985 | Alfred Hitchcock Presents           | Girl                    | Phim truyền hình bộ (1 Tập) |
| 1986 | Something Wild                      | Audrey Hankel aka Lulu  | Đề cử — Golden Globe Award for Best Actress – Motion Picture Musical or Comedy |
| 1988 | Cherry 2000                         | Edith 'E' Johnson       | Straight to video |
| 1988 | The Milagro Beanfield War           | Flossie Devine          | |
| 1988 | Stormy Monday                       | Kate                    | |
| 1988 | Working Girl                        | Tess McGill             | Boston Society of Film Critics Award for Best Actress Golden Globe Award for Best Actress – Motion Picture Musical or Comedy Đề cử — Academy Award for Best Actress Đề cử — BAFTA Award for Best Actress in a Leading Role Đề cử — National Society of Film Critics Award for Best Actress (3rd place) |
| 1990 | Women and Men: Stories of Seduction | Lureen                  | Phim truyền hình |
| 1990 | In the Spirit                       | Hadley                  | |
| 1990 | Pacific Heights                     | Patty Palmer            | |
| 1990 | The Bonfire of the Vanities         | Maria Ruskin            | |
| 1991 | Paradise                            | Lily Reed               | |
| 1992 | Shining Through                     | Linda Voss              | |
| 1992 | A Stranger Among Us                 | Emily Eden              | |
| 1993 | Born Yesterday                      | Billie Dawn             | |
| 1994 | Milk Money                          | V                       | |
| 1994 | Nobody's Fool                       | Toby Roebuck            | |
| 1995 | Buffalo Girls                       | Dora DuFran             | Đề cử — Golden Globe Award for Best Supporting Actress – Series, Miniseries or Television Film |
| 1995 | Now and Then                        | Tina 'Teeny' Tercell    | |
| 1995 | Two Much                            | Betty Kerner            | |
| 1996 | Mulholland Falls                    | Katherine Hoover        | |
| 1997 | Lolita                              | Charlotte Haze          | |
| 1998 | Another Day in Paradise             | Sid                     | Sant Jordi Award for Best Foreign Actress (also for Crazy in Alabama) |
| 1998 | Shadow of Doubt                     | Kitt Devereux           | |
| 1998 | Celebrity                           | Nicole Oliver           | |
| 1999 | Crazy in Alabama                    | Lucille Vinson          | Sant Jordi Award for Best Foreign Actress (also for Another Day in Paradise) |
| 1999 | RKO 281                             | Marion Davies           | Đề cử — Emmy Award for Outstanding Supporting Actress – Miniseries or a Movie Đề cử — Golden Globe Award for Best Supporting Actress – Series, Miniseries or Television Film |
| 2000 | Cecil B. Demented                   | Honey Whitlock          | |
| 2000 | Forever Lulu                        | Lulu McAfee             | Released on DVD as Along for the Ride (2000) |
| 2001 | Tart                                | Diane Milford           | |
| 2002 | Searching for Debra Winger          | Herself                 | |
| 2002 | Stuart Little 2                     | Margalo the Bird        | Giọng nói |
| 2003 | The Night We Called It a Day        | Barbara Marx            | Đề cử — Australian Film Institute Award for Best Actress in a Supporting Role |
| 2003 | Shade                               | Eve                     | |
| 2003 | Tempo                               | Sarah                   | |
| 2005 | Heartless                           | Miranda Wells           | Phim truyền hình |
| 2007 | Viva Laughlin                       | Bunny Baxter            | Phim truyền hình bộ (2 Tậps) |
| 2010 | Nip/Tuck                            | Brandie Henry           | Phim truyền hình bộ (1 Tập) |
| 2011 | Hot in Cleveland                    | Herself                 | Tập: "Sisterhood of the Traveling SPANX" |
| 2012 | American Housewife                  | Leila                   | Lifetime original series (Unaired) |
| 2012 | Dino Time                           | Tyra                    | Giọng nói |